# Metaxism

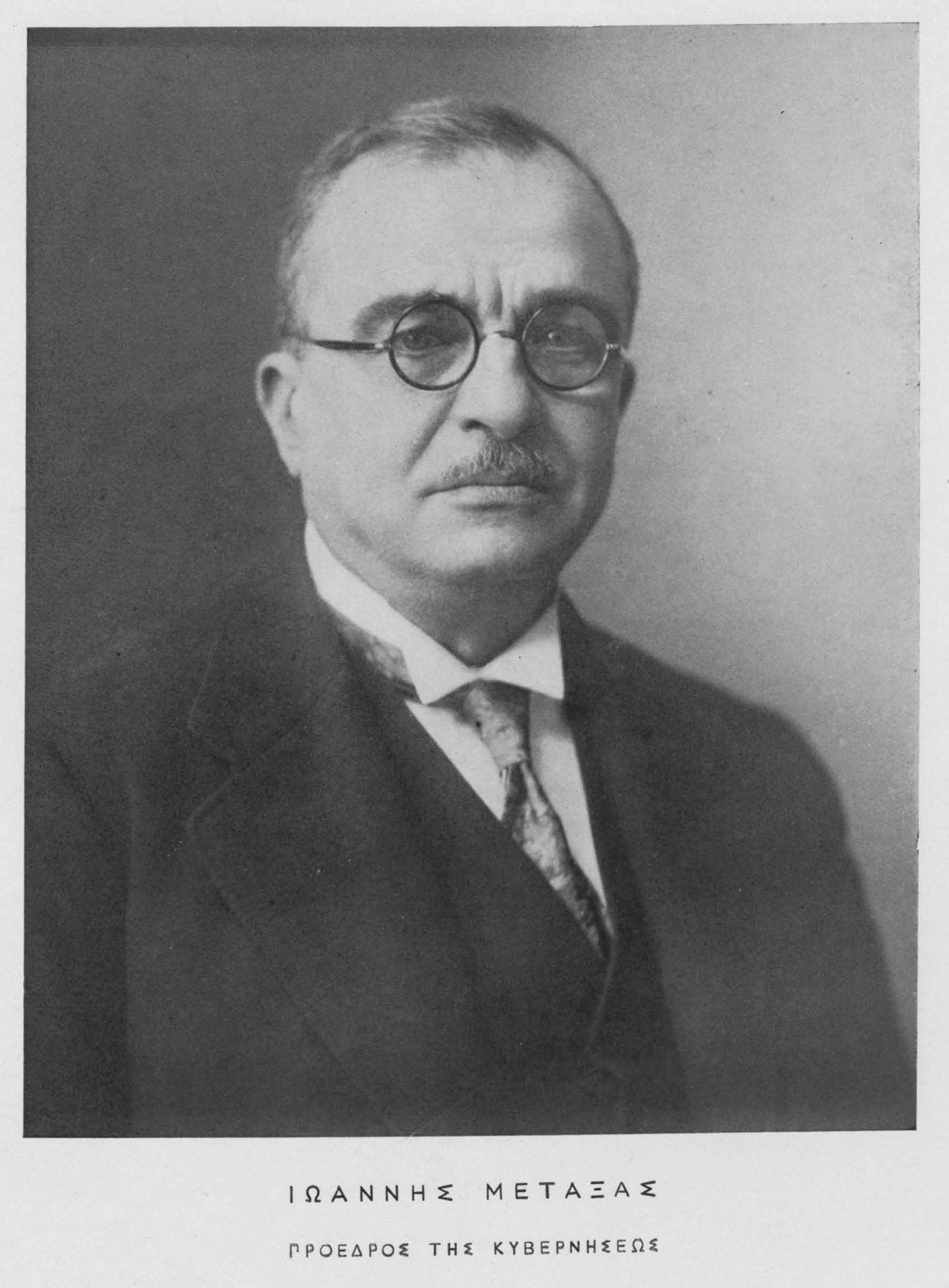
Ioannis Metaxas, prim-ministrul Greciei între 1936–1941.

Metaxismul (în greacă Μεταξισμός) este o ideologie naționalistă asociată cu prim-ministrul și dictatorul grec Ioannis Metaxas. El a urmărit regenerarea națiunii grecești și crearea unei Grecii moderne, omogene din punct de vedere cultural. Metaxismul a denigrat liberalismul și a considerat interesele individului ca fiind subordonate celor ale națiunii, încercând să mobilizeze poporul grec în slujba creării unei „noi Grecii”.
Metaxas a declarat că regimul său (instituit de Metaxas, cu susținerea regelui George al II-lea la 4 august 1936) reprezintă o „a treia civilizație grecească” care sa angajat să creeze o națiune greacă purificată cultural bazată pe societățile militariste ale Macedoniei antice și ale Spartei, pe care le considera „prima civilizație greacă”, iar pe etica creștină ortodoxă a Imperiului Bizantin, o considera că reprezintă „a doua civilizație greacă”. Regimul lui Metaxas a afirmat că adevărații greci sunt grecii creștini și ortodocși, intenționând să-i excludă în mod deliberat pe albanezii, slavii și turcii care locuiau în Grecia ori dețineau cetățenie greacă.
Din punct de vedere academic, conducerea lui Metaxas este considerată ca fiind o dictatură totalitarist-conservatoare convențională asemănătoare cu cea a Spaniei lui Francisco Franco sau a Portugaliei lui António de Oliveira Salazar. Guvernul metaxist a sprijinit puternic instituțiile tradiționale, cum ar fi Biserica Ortodoxă Greacă și Monarhia Greacă, în mod esențial reacționar, îi lipseau însă dimensiunile teoretice radicale ale ideologiilor precum fascismul italian și nazismul german.
Ideologia metaximismului a fost asociată cu partidul politic al lui Metaxas, Partidul Gânditorilor liberi⁠(en)[traduceți] și Regimul din 4 august. În perioada postbelică, a fost susținută de partidul din 4 august și, în prezent de Zorii Aurii.